# Milk The Bishop
Milk The Bishop est un groupe belge de pop rock, originaire de Gand, actif entre 1993 et 1995. Le groupe se centrait autour du chanteur et bassiste Armand Bourgoignie et du producteur Wouter Van Belle.

## Histoire
Le groupe est formé en 1993 en tant que projet solo d'Armand Bourgoignie, à Gand. Après le single Asshole cette même année, l'album The People's Popsicle sort en 1994, avec des musiciens invités tels que Wigbert Van Lierde, Geert Goedertier, Lars Van Bambost et Mark Bonne. Les singles qui en sont extraits cette année-là sont Spinning Around, Malibu et Golly Golly Gee Whiz. L'album est bien accueilli par la presse, les singles sont diffusés à la radio et le groupe s'est produit dans les programmes musicaux de la VRT et dans l'émission Super 50 sur VTM. L'album est également diffusé en France, en Allemagne, aux Pays-Bas et en Suisse, et le groupe se produit à l'étranger, notamment dans la salle de concert parisienne La Cigale. Sur scène, le groupe comprend, outre Bourgoignie, le chanteur et guitariste Joost Zweegers, le chanteur et guitariste Marc Van de Veire, le batteur Wim Avonts et le claviériste Luc Heyvaerts. Le groupe fait également un passage au Suikerrock à cette période.
Cependant, le groupe ne parvient pas à percer davantage. Bourgoignie et Zweegers commencent à écrire des chansons pour un deuxième album, mais le soutien financier de la maison de disques disparaît et le groupe s'arrête au bout de deux ans. Bourgoignie continue à jouer dans d'autres groupes, comme Mad Dog Loose, et les autres artistes poursuivent également leur carrière musicale ailleurs.
Dans les années 1990, plusieurs singles sont inclus dans plusieurs compilations annuelles de Studio Brussel et les singles Asshole et Spinning Around sont inclus dans le coffret de compilation Bel 90 - Het Beste Uit De Belpop Van 1990-1999 de Humo en 2006. En 2013, un nouveau single, Postmodern Haircuts, une chanson enregistrée par Armand Bourgoignie avec les membres de Bed Rugs au Studio Jesus dans la production de Pascal Deweze, sort.

## Discographie

### Albums
- 1994 : The People's Popsicle (Double T)

### Singles
- 1993 : Asshole
- 1993 : If We Take our Chances
- 1994 : Spinning Around
- 1994 : Malibu
- 1994 : Golly Golly Gee Whiz